# Вернбург
Вернбург (њем. Wernburg) општина је у њемачкој савезној држави Тирингија. Једно је од 76 општинских средишта округа Зале-Орла. Према процјени из 2010. у општини је живјело 734 становника. Посједује регионалну шифру (AGS) 16075124.

## Географски и демографски подаци
Вернбург се налази у савезној држави Тирингија у округу Зале-Орла. Општина се налази на надморској висини од 340 метара. Површина општине износи 6,8 km². У самом мјесту је, према процјени из 2010. године, живјело 734 становника. Просјечна густина становништва износи 107 становника/km².

## Међународна сарадња
| Мјесто | Држава    | Врста сарадње | Од    |
| ------ | --------- | ------------- | ----- |
|        | Словачка  | пријатељство  | 1975. |
|        | Пољска    | партнерство   | 2002. |
|        | Француска | партнерство   | 1968. |
| Извор  |           |               |       |